# Витри сир Сен
Витри сир Сен (фр. Vitry-sur-Seine) град је у Француској у Париском региону, у департману Долина Марне.
По подацима из 2006. године број становника у месту је био 82.902.

## Географија

### Клима
| Клима (Витри сир Сен)      | Клима (Витри сир Сен) | Клима (Витри сир Сен) | Клима (Витри сир Сен) | Клима (Витри сир Сен) | Клима (Витри сир Сен) | Клима (Витри сир Сен) | Клима (Витри сир Сен) | Клима (Витри сир Сен) | Клима (Витри сир Сен) | Клима (Витри сир Сен) | Клима (Витри сир Сен) | Клима (Витри сир Сен) | Клима (Витри сир Сен) |
| Показатељ \ Месец          | .Јан.                 | .Феб.                 | .Мар.                 | .Апр.                 | .Мај.                 | .Јун.                 | .Јул.                 | .Авг.                 | .Сеп.                 | .Окт.                 | .Нов.                 | .Дец.                 | .Год.                 |
| -------------------------- | --------------------- | --------------------- | --------------------- | --------------------- | --------------------- | --------------------- | --------------------- | --------------------- | --------------------- | --------------------- | --------------------- | --------------------- | --------------------- |
| Средњи максимум, °C (°F)   | 6,3 (43,3)            | 7,9 (46,2)            | 11,0 (51,8)           | 14,5 (58,1)           | 18,4 (65,1)           | 21,6 (70,9)           | 23,9 (75)             | 23,6 (74,5)           | 20,8 (69,4)           | 16,0 (60,8)           | 10,1 (50,2)           | 7,0 (44,6)            | 15,1 (59,2)           |
| Просек, °C (°F)            | 4,1 (39,4)            | 5,2 (41,4)            | 7,8 (46)              | 10,6 (51,1)           | 14,3 (57,7)           | 17,4 (63,3)           | 19,5 (67,1)           | 19,2 (66,6)           | 16,7 (62,1)           | 12,7 (54,9)           | 7,7 (45,9)            | 5,0 (41)              | 11,7 (53,1)           |
| Средњи минимум, °C (°F)    | 2,0 (35,6)            | 2,6 (36,7)            | 4,5 (40,1)            | 6,7 (44,1)            | 10,1 (50,2)           | 13,2 (55,8)           | 15,2 (59,4)           | 14,8 (58,6)           | 12,6 (54,7)           | 9,4 (48,9)            | 5,2 (41,4)            | 2,9 (37,2)            | 8,3 (46,9)            |
| Количина падавина, mm (in) | 55,0 (21,65)          | 45,4 (17,87)          | 52,2 (20,55)          | 49,5 (19,49)          | 62,0 (24,41)          | 53,2 (20,94)          | 58,3 (22,95)          | 46,0 (18,11)          | 52,9 (20,83)          | 54,9 (21,61)          | 57,0 (22,44)          | 55,1 (21,69)          | 641,6 (252,6)         |
| [ тражи се извор ]         |                       |                       |                       |                       |                       |                       |                       |                       |                       |                       |                       |                       |                       |

## Демографија
| 1962.  | 1968.  | 1975.  | 1982.  | 1990.  | 1999.  | 2006.  | 2011.  |
| ------ | ------ | ------ | ------ | ------ | ------ | ------ | ------ |
| 64.409 | 77.846 | 87.316 | 85.263 | 82.400 | 78.908 | 82.902 | 86.375 |

## Партнерски градови
- Мајсен